# Кремне (притока Жерева)
Кре́мне — річка в Житомирській області України. Права притока річки Жерев. 
Протяжність близько 23 км, похил річки — 0,91 м/км. Площа басейну — 248 км². 

## Розташування
Бере свій початок на південній околиці села Березовий Груд. Спочатку тече на захід через село Остапи. Біля села Кам'яна Гірка повертає на північний захід, а на південній околиці села Калинівка різко повертає на північний схід. Тече понад селами Леонівка та протікає через села Кремне, Путиловичі та Старі Новаки. На північно-західній околиці села Степанівка впадає в річку Жерев.
Абсолютна відмітка висоти дзеркала води в місці впадіння — близько 172 м над рівнем моря.
По всій своїй довжині має 3 водойми: найбільша в районі села Остапи, решта біля сіл Підостапи та Кремне.